# Hibbertia glaberrima
Hibbertia glaberrima är en tvåhjärtbladig växtart som beskrevs av F. Müll. Hibbertia glaberrima ingår i släktet Hibbertia och familjen Dilleniaceae. Inga underarter finns listade i Catalogue of Life.